# Europejski Certyfikat Umiejętności Komputerowych

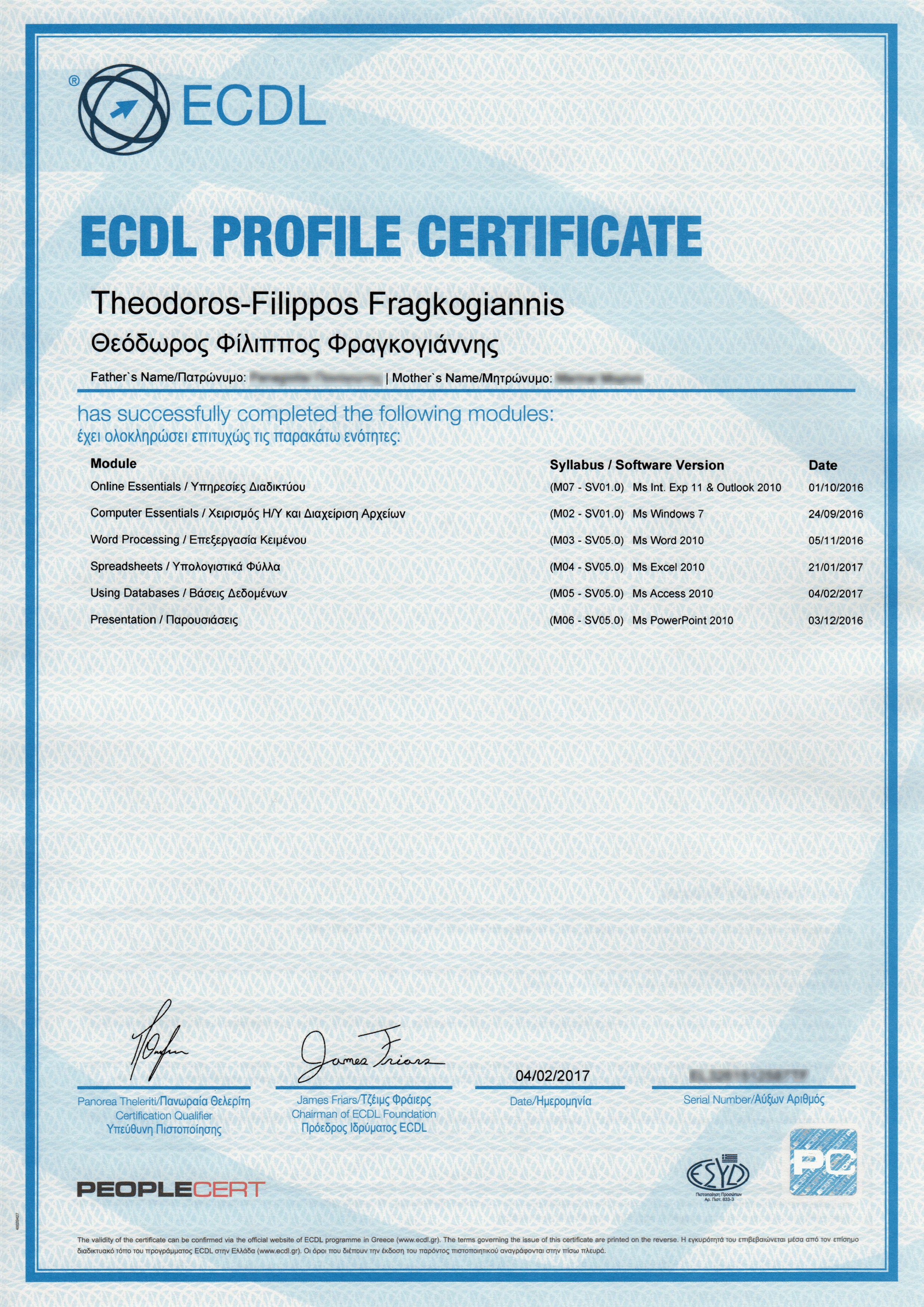
Certyfikat ECDL wydany w Grecji w 2017 roku

Europejski Certyfikat Umiejętności Komputerowych  (ang. European Computer Driving Licence, ECDL) – jednolity dla całej Unii Europejskiej, a obecnie znany pod nazwą ICDL (International Computer Driving Licence) dla reszty świata – certyfikat zaświadczający o posiadaniu podstawowych umiejętności w zakresie korzystania z komputera osobistego. Wcześniej nazywany w Polsce Europejskim Komputerowym Prawem Jazdy.
Inicjatywa Certyfikatu Komputerowego powstała w 1992 roku w Finlandii. Pierwszy Certyfikat Umiejętności Komputerowych wydano w 1994 roku. Do połowy 1996 roku w liczącej około 5 mln mieszkańców Finlandii ECDL posiadało już ponad 10 000 osób. Docelowo Finowie zakładali, że egzaminom podda się około miliona osób, czyli co piąty obywatel Finlandii. Później ta inicjatywa rozpowszechniła się na cały obszar Unii Europejskiej i poza nią. Reguły egzaminu są identyczne na całym świecie.
Idea Certyfikatu Umiejętności Komputerowych wyszła naprzeciw wymaganiom pracodawców. Jest bowiem jednolitym i obiektywnym miernikiem umiejętności zatrudnionych bądź też zatrudnianych pracowników. Miernik ten jest niezależny od miejsca zdobycia umiejętności, od ukończonych kursów czy też wykształcenia. Pracodawca, zatrudniając posiadacza Certyfikatu Umiejętności Komputerowych, ma pewność, że jego pracownik będzie efektywnie wykorzystywał możliwości, jakie niesie sobą technologia informatyczna.
Wzorując się na doświadczeniach fińskich, CEPIS – Council of European Professional Informatics Societies (tj. Stowarzyszenie Europejskich Profesjonalnych Towarzystw Informatycznych) na początku 1996 roku podjął inicjatywę upowszechnienie idei Certyfikatu Umiejętności Komputerowych w całej Zjednoczonej Europie. Inicjatywę poparła Rada Europy i włączyła Europejski Certyfikat Umiejętności Komputerowych do pakietu inicjatyw zmierzających do budowy w Europie Globalnego Społeczeństwa Informacyjnego. Wdrożenie Europejskiego Certyfikatu Umiejętności Komputerowych w czasie Europejskiego Forum w Pradze we wrześniu 1996 roku zostało także zalecone krajom Europy Środkowo-Wschodniej jako jedno z działań dostosowawczych.
Do końca 1996 roku szereg krajów Europy rozpoczęło pilotowe wdrożenie programu Europejskiego Certyfikatu Umiejętności Komputerowych. Poza pomysłodawcą, tj. Finlandią, egzaminy według jednolitego programu są przeprowadzane w Szwecji (ponad 6500 do końca 1996 roku), Francji, Irlandii, Danii i Norwegii.
W roku 1997 CEPIS powołało Fundację ECDL z siedzibą w Dublinie (Irlandia), jako ogólnoświatową instytucję certyfikującą ECDL.
Polskie Towarzystwo Informatyczne, jako członek CEPISu, podjęło inicjatywę rozpropagowania idei i wdrożenia Europejskiego Certyfikatu Umiejętności Komputerowych w Polsce. Przygotowane zostały odpowiednie dokumenty i procedury, przetłumaczone pytania egzaminacyjne i przeszkoleni egzaminatorzy, w większości członkowie PTI. W 1997 roku powstało Polskie Biuro ECDL, którego zadaniem jest koordynacja prac, obsługa informacyjna systemu wydawania certyfikatów ECDL i nadzór nad rzetelnością przeprowadzania egzaminów.
Certyfikat ECDL zaświadcza, że jego posiadacz potrafi prawidłowo wykonywać na komputerze osobistym (mikrokomputerze) zadania opisane w sylabusie każdego z modułów egzaminacyjnych. Egzaminy ECDL sprawdzają podstawowe umiejętności potrzebne zarówno w pracy zawodowej, jak i coraz częściej w życiu codziennym każdego obywatela.
Pierwotnie certyfikat ECDL składał się z 7 modułów na poziomie podstawowym. W 2006 roku Polskie Biuro ECDL rozpoczęło wdrażanie certyfikatu na poziomie zaawansowanym – ECDL Advanced. Składa się on z 4 odrębnych egzaminów praktycznych. Obecnie tych modułów jest ponad 20 na poziomie podstawowym, pośrednim (średnio zaawansowanym) i zaawansowanym, z czego w Polsce dostępne są (wg stanu na 1.07.2017):
Moduły na poziomie podstawowym:
- B1 – Podstawy pracy z komputerem,
- B2 – Podstawy pracy w sieci,
- B3 – Przetwarzanie tekstów,
- B4 – Arkusze kalkulacyjne.

Moduły na poziomie pośrednim (średnio zaawansowanym):
- S1 – Użytkowanie baz danych,
- S2 – Grafika menedżerska i prezentacyjna,
- S3 – IT Security,
- S4 – Edycja obrazów,
- S5 – Zarządzanie projektami,
- S6 – Web Editing,
- S7 – Współpraca online,
- S8 – CAD 2D,
- S9 – Rozwiązywanie problemów,
- S10 – Podstawy programowania (Computing),
- S11 – Ochrona danych (Data Protection)

Moduły na poziomie zaawansowanym:
- A1 – Zaawansowane przetwarzanie tekstów,
- A2 – Zaawansowane arkusze kalkulacyjne,
- A3 – Zaawansowane użytkowanie baz danych,
- A4 – Zaawansowana grafika menedżerska i prezentacyjna.

Dla osób z ograniczoną wiedzą z zakresu informatyki i mechanizmów Internetu wprowadzono certyfikat e-Citizen (w wersji polskiej e-Obywatel).
Istnieją także certyfikaty zaakceptowane przez Fundację ECDL w programie EPP (Endorsed Product Program), do których w Polsce należą:
- e-Nauczyciel[4] – opracowany przez polskich specjalistów zaświadcza, że nauczyciel celowo i efektywnie stosuje technologię informacyjną i komunikacyjną do unowocześnienia swojego warsztatu pracy edukacyjnej i zwiększenia osiągnięć uczniów, a także dba o swój dalszy rozwój w tym zakresie; tym samym rozwija swoje kompetencje personalne i społeczne związane z posługiwaniem się technologią cyfrową,
- e-Urzędnik[5] – opracowany przez polskich specjalistów dla potrzeb oceny podstawowych umiejętności komputerowych urzędników administracji publicznej,
- GIS[6] – opracowany przez włoskich specjalistów potwierdza, że jego posiadacz zdobył i potrafi praktycznie wykorzystać określoną wiedzę w zakresie Systemów Informacji Geograficznej.

W 2014 roku system certyfikacji ECDL został zmieniony. W nowym systemie nie ma już certyfikatów ECDL Core obejmującego 7 modułów i certyfikatu ECDL Start obejmującego 4 moduły. Zostały one zastąpione przez: ECDL Standard oraz ECDL Base. Największą elastyczność system uzyskał poprzez wprowadzenie koncepcji ECDL Profile. ECDL Profile umożliwia kandydatom zbudowanie swojej ścieżki certyfikacyjnej, która najbardziej odpowiada ich potrzebom, czy potrzebom ich pracodawców. W ten sposób można walidować (certyfikować) te umiejętności, które najlepiej pasują do profilu zawodowego czy profilu edukacji.
Zdobywanie kolejnych, zaplanowanych kwalifikacji i zdawanie egzaminów z odpowiadających im modułów jest realizacją idei ECDL Profile. Jest to – zgodnie z założeniami Europejskich Ram Kwalifikacyjnych – program uczenia się przez całe życie; nigdy się nie kończy a kandydat może chcieć uaktualniać dotychczasowe kwalifikacje, zdobywać nowe umiejętności, związane z nowymi technologiami lub z nowymi obszarami, jako że Fundacja ECDL wprowadza w życie coraz to nowe moduły i uaktualnia dotychczasowe. ECDL Profile zachęca do ciągłego uczenia się i do stałego rozwoju kompetencji cyfrowych. Na certyfikacie ECDL Profile można umieścić informacje o wszystkich zdanych egzaminach ECDL, niezależnie od chwili, kiedy były zdawane – na jednym certyfikacie mogą więc pojawić się kolejne wersje tego samego egzaminu, świadczące o stałym aktualizowaniu posiadanych kompetencji, jak i egzaminy z kolejnych modułów, rozszerzających kompetencje cyfrowe ich posiadacza.
Certyfikat ECDL Profile można uzyskać po zdaniu dowolnej liczby egzaminów ECDL lub EPP, pod warunkiem że co najmniej jeden z nich należy do grupy ECDL.
W roku 2015 wprowadzono w Polsce rodzinę 21 certyfikatów ECDL Profile DIGCOMP dla certyfikacji różnych zestawów kompetencji DIGCOMP. Wynika to stąd, że Polskie Ministerstwo Rozwoju jako organ udzielający wsparcia w ramach Europejskiego Funduszu Społecznego dotyczącego m.in. poprawy kompetencji w zakresie Technologii Informacyjno-Komunikacyjnych (TIK) odniosło się do kwestii niedoboru kompetencji cyfrowych i wydało „Wytyczne w zakresie realizacji przedsięwzięć z udziałem środków Europejskiego Funduszu Społecznego (EFS) w obszarze edukacji na lata 2014–2020”. Standardem kompetencji, które zgodnie z „Wytycznymi…” można zdobywać w ramach szkoleń finansowanych w ramach EFS, stała się rama kompetencji cyfrowych DIGCOMP w wersji 1.0. Komisja Europejska opracowała ramy odniesienia dla rozwoju i rozumienia kompetencji cyfrowych w Europie w ramach projektu DIGCOMP – Digital Competence Framework. Pierwsze opracowanie ramy DIGCOMP w wersji 1.0 powstało w roku 2013. Wersja 2.0 ramy (etap 1) pojawiła się w roku 2016 i w tymże roku została przetłumaczona na język polski, zaś etap 2, opisany jako wersja 2.1 - w maju 2017 r, w Brukseli.
Rama kompetencji nie jest wykazem czy katalogiem kompetencji, które można zdobywać – to struktura czy opis hierarchii poziomów kompetencji umożliwiająca porównanie różnych kompetencji szczegółowych z każdego z reprezentowanych obszarów w ramach każdej kompetencji odniesienia (kompetencji ramowej).
W ramie DIGCOMP zdefiniowano 21 kompetencji odniesienia i zgrupowano je w 5 obszarach – w wersji 1.0 na 3 poziomach zaawansowania, zaś w wersji 2.1 na 8 poziomach, tak jak w Europejskiej Ramie Kwalifikacji.
Zazwyczaj obszar wiedzy i umiejętności z sylabusa modułów ECDL jest znacznie szerszy od obszaru ramy DIGCOMP. W ramach jednego modułowego egzaminu ECDL sprawdzanych jest wiele kompetencji szczegółowych, wpisujących się w kompetencje odniesienia ramy DIGCOMP. Moduły ECDL w różny sposób wpisują się w kompetencje odniesienia ramy DIGCOMP, pokrywając w efekcie całą ramę. W ramach certyfikacji ECDL można potwierdzić kompetencje szczegółowe, które wpisują się we wszystkie 21 kompetencji odniesienia ramy DIGCOMP. W ramach projektu ECDL Profile DIGCOMP w ECDL Polska przygotowano całą serię certyfikatów, które mogą potwierdzać wiele różnych kombinacji kompetencji szczegółowych wpisujących się w różne kompetencje odniesienia DIGCOMP. Na Światowym Forum na Malcie w maju 2017 projekt ten uzyskał nagrodę główną (szklaną kulę) Best Practice Award.
Od roku 2016 Ministerstwo Rozwoju uznaje certyfikaty ECDL za kwalifikacje. 
Minister Funduszy i Polityki Regionalnej w dokumencie pn. "Wytyczne dotyczące monitorowania postępu rzeczowego realizacji programów na lata 2021-2027"  z 12 października 2022 r. wskazuje Polskie Towarzystwo Informatyczne (PTI) jako przykład instytucji pełniącej rolę instytucji certyfikującej, za pośrednictwem akredytowanych przez PTI Centrów Egzaminacyjnych dla kwalifikacji zawodowych ECDL.